# Margot Robbie
Margot Elise Robbie (n. 2 iulie 1990, Dalby⁠(d), Queensland, Australia) este o actriță australiană.

## Biografie

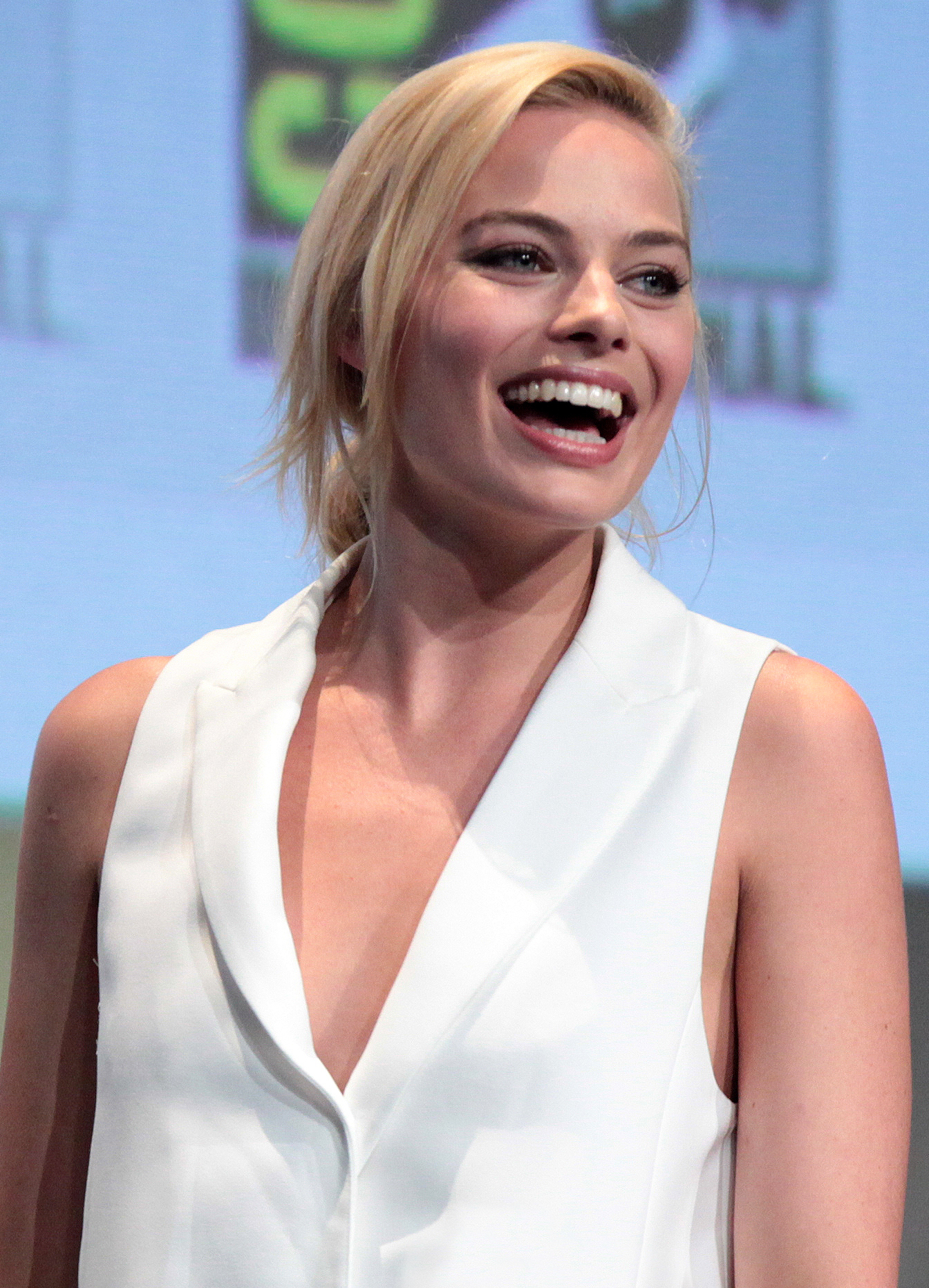
Margot Robbie la San Diego Comic-Con International 2015

Margot Elise Robbie s-a născut în Dalby, Queensland, Australia în familia lui Sarie Kessler, o fizioterapeută, și a unui fost fermier. Are o soră, Anya, și doi frați, Lachlan și Cameron. Robbie și frații săi au fost crescuți de mama lor singură. La vârsta de 16 ani, Robbie lucra la trei job-uri simultan. A studiat drama, absolvind Somerset College în 2007. La vârsta de 17 ani s-a mutat la Melbourne pentru a-și începe cariera profesională în actorie.

## Filmografie
| An   | Titlu                         | Rol                            | Note                |
| ---- | ----------------------------- | ------------------------------ | ------------------- |
| 2008 | Vigilante                     | Cassandra                      |                     |
| 2009 | I.C.U.                        | Tristan Waters                 |                     |
| 2013 | About Time                    | Charlotte                      |                     |
| 2013 | The Wolf of Wall Street       | Naomi Lapaglia                 |                     |
| 2015 | Z for Zachariah               | Ann Burden                     |                     |
| 2015 | Focus                         | Jess Barrett                   |                     |
| 2015 | Suite française               | Celine                         |                     |
| 2015 | The Big Short                 | ea însăși                      |                     |
| 2016 | Whiskey Tango Foxtrot         | Tanya Vanderpoel               |                     |
| 2016 | The Legend of Tarzan          | Jane Porter                    |                     |
| 2016 | Suicide Squad                 | Harleen Quinzel / Harley Quinn |                     |
| 2017 | Goodbye Christopher Robin     | Daphne de Sélincourt           |                     |
| 2017 | I, Tonya                      | Tonya Harding                  | și producător       |
| 2018 | Peter Rabbit                  | Flopsy Rabbit (voce)           | și narator          |
| 2018 | Flopsy Turvy                  | Flopsy Rabbit (voce)           | film de scurtmetraj |
| 2018 | Terminal                      | Annie / Bonnie                 | și producător       |
| 2018 | Slaughterhouse Rulez          | Audrey                         |                     |
| 2018 | Mary Queen of Scots           | Queen Elizabeth I              |                     |
| 2019 | Dreamland                     | Allison Wells                  | și producător       |
| 2019 | Once Upon a Time in Hollywood | Sharon Tate                    |                     |
| 2019 | Bombshell                     | Kayla Pospisil                 |                     |
| 2020 | Birds of Prey                 | Harley Quinn                   |                     |
| 2020 | Promising Young Woman         |                                | doar producător     |
| 2021 | Peter Rabbit 2: The Runaway   | Flopsy / Narrator              |                     |
| 2021 | The Suicide Squad             | Harley Quinn                   |                     |
| 2022 | Amsterdam                     | Valerie Voze                   |                     |
| 2022 | Babylon                       | Nellie LaRoy                   |                     |
| 2023 | Asteroid City                 | Actress / wife                 |                     |
| 2023 | Barbie                        | Barbie                         | și producător       |
| ?    | Queen of the Air              | Lillian Leitzel                |                     |

| An        | Titlu                              | Rol                     | Note                                                   |
| --------- | ---------------------------------- | ----------------------- | ------------------------------------------------------ |
| 2008      | Review with Myles Barlow           | Kelly                   | Episodul #1.1                                          |
| 2008      | The Elephant Princess              | Butterfly (necreditată) | Episoadele: "The Butterfly Effect" și "Butterfly Kiss" |
| 2008      | City Homicide                      | Caitlin Brentford       | Episodul: "Somersaulting Dogs"                         |
| 2008–2011 | Neighbours                         | Donna Freedman          | 311 episoade                                           |
| 2011–2012 | Pan Am                             | Laura Cameron           | 14 episoade                                            |
| 2015      | Top Gear                           | Ea însăși               | Episodul #22.4                                         |
| 2015      | Neighbours 30th: The Stars Reunite | Ea însăși               | Documentar                                             |

## Premii și nominalizări
| An   | Premiu                             | Categorie                           | Lucrare                 | Rezultat     | Ref.   |
| ---- | ---------------------------------- | ----------------------------------- | ----------------------- | ------------ | ------ |
| 2009 | Logie Awards                       | Most Popular New Female Talent      | Neighbours              | Nominalizare | [ 14 ] |
| 2011 | Logie Awards                       | Most Popular Actress                | Neighbours              | Nominalizare | [ 15 ] |
| 2013 | Boston Society of Film Critics     | Best Cast                           | The Wolf of Wall Street | Nominalizare | [ 16 ] |
| 2013 | Broadcast Film Critics Association | Best Acting Ensemble                | The Wolf of Wall Street | Nominalizare | [ 17 ] |
| 2013 | Detroit Film Critics Society       | Best Ensemble                       | The Wolf of Wall Street | Nominalizare | [ 18 ] |
| 2014 | Empire Awards                      | Best Female Newcomer                | The Wolf of Wall Street | Câștigat     | [ 19 ] |
| 2014 | MTV Movie Awards                   | Best Breakthrough Performance       | The Wolf of Wall Street | Nominalizare | [ 20 ] |
| 2014 | Young Hollywood Awards             | Breakthrough Actress                | N/A                     | Nominalizare | [ 21 ] |
| 2015 | British Academy Film Awards        | BAFTA Rising Star Award             | N/A                     | Nominalizare | [ 22 ] |
| 2016 | Teen Choice Awards                 | Choice Movie Actress: AnTEENcipated | Suicide Squad           | Nominalizare | [ 23 ] |